# آندریاس برگمن (بازیکن فوتبال)
آندریاس برگمن (انگلیسی: Andreas Bergmann؛ زادهٔ ۱۸ ژوئن ۱۹۵۹) بازیکن فوتبال اهل آلمان است.
از باشگاه‌هایی که در آن بازی کرده‌است می‌توان به باشگاه فوتبال کلن اشاره کرد.